# Maj Helen Sorkmo
Maj Helen Sorkmo, née le 14 août 1969 à Os, est une fondeuse norvégienne. 

## Carrière
Maj Helen Sorkmo participe à sa première épreuve en Coupe du monde en mars 1992 à Vang. En 1995, elle monte sur son premier podium à Nové Město na Moravě. Elle obtient ses meilleurs résultats dans les épreuves de sprint.
Elle est sélectionnée pour les Jeux olympiques en 1998 (19e du trente kilomètres) et en 2002 (6e de la finale su sprint).
Elle se retire en 2003.

## Palmarès

### Coupe du monde
- Meilleur classement général : 12e en 2000.
- Meilleur classement en sprint : 5e en 2000.
- 5 podiums individuels.
- 4 podiums par équipes dont 2 victoires.